# 1992年冬季残疾人奥林匹克运动会德国代表团
1992年冬季残疾人奥林匹克运动会德国代表团是德国派出的1992年冬季残疾人奥林匹克运动会代表团。获得12枚金牌、17枚银牌和9枚铜牌。